# Tláhuac
Tláhuac est l'une des seize divisions territoriales (demarcaciones territoriales) de Mexico au Mexique. Son siège est San Pedro Tláhuac.

## Géographie

### Situation
La délégation Tláhuac s'étend sur 83,45 km2 dans l'est de Mexico. Elle est limitrophe de Iztapalapa au nord, Milpa Alta au sud et Xochimilco à l'ouest, ainsi que par les municipalités Chalco et Valle de Chalco, situées dans l'État de Mexico.